# Mike Webster
Pro Football Hall of Fame 1997
(en) Statistiques sur pro-football-reference
Michael « Mike » Lewis Webster, né le 18 mars 1952 à Tomahawk (Wisconsin) et mort le 24 septembre 2002 à Pittsburgh (Pennsylvanie), est un joueur de football américain ayant évolué comme centre. Il est l'un des meilleurs joueurs de l'histoire à son poste. Il est sélectionné neuf fois au Pro Bowl (1978, 1979, 1980, 1981, 1982, 1983, 1984, 1985 et 1987) dont les cinq premiers comme titulaire et sept fois en tant que All-Pro et fait partie de l'Équipe NFL de la décennie 1970 et celle de 1980. Il a été intronisé au Pro Football Hall of Fame en 1997.

## Biographie

### Jeunesse
Michael Webster est né le 18 mars 1952 à Tomahawk (Wisconsin) et a grandi dans une ferme de pommes de terre. Il n'a pas joué au football américain avant sa troisième année au lycée. Il obtient une bourse de scolarité à l'université du Wisconsin où il réalise sa carrière universitaire aux Wisconsin Badgers.

### Carrière professionnelle
Mike Webster est drafté en 1974 à la 125e place (cinquième round) par les Steelers de Pittsburgh.
Les premières saisons, il partage le rôle de centre avec Ray Mansfield (en), sert occasionnellement d'offensive guard et participe à l'équipe spéciale. Titularisé au dernier match de la saison NFL 1975, il ne quitte pas ce poste les 150 matchs suivants. Il devient capitaine de l'équipe offensive et remporte quatre Super Bowls (Super Bowl IX en 1974, Super Bowl X en 1975, Super Bowl XIII en 1978, Super Bowl XIV en 1979).
Après quinze années à Pittsburgh, agent libre, il signe deux saisons chez les Chiefs de Kansas City.

### Décès et postérité
Endetté, touché par de multiples problèmes de santé et par la dépression, Mike Webster meurt à l'âge de 50 ans. Divorcé depuis six mois, il a alors quitté son domicile et vit dans sa voiture. Officiellement, Webster meurt d'une crise cardiaque. Après son autopsie, une encéphalopathie traumatique chronique est détectée dans son cerveau par le docteur Bennet Omalu. Il est le premier joueur à se voir détecter ce type de problème et le début d'une controverse liées aux traumatismes crâniens dans la National Football League.
Le film Seul contre tous (2015) évoque les difficultés rencontrées par le joueur à la fin de sa vie. Les multiples chocs crâniens subis tout au long de sa carrière sont une cause potentielle de celles-ci. Dans ce film, Mike Webster est interprété par l'acteur David Morse.